# Divize A 2018/2019
V soubojích 54. ročníku České divize A 2018/19 se utká 16 týmů dvoukolovým systémem podzim - jaro. Tento ročník odstartuje v sobotu 11. srpna 2018 úvodními zápasy 1. kola. A skončil v neděli ??. června 2019

## Nové týmy v sezoně 2018/19
- Z ČFL 2017/18 sestoupilo mužstvo TJ Sokol Čížová.
- Z krajských přeborů postoupila tato mužstva: FK Jindřichův Hradec 1910 a FC MAS Táborsko "B" z Jihočeského přeboru, FK Tachov z Plzeňského přeboru, Český lev - Union Beroun ze Středočeského přeboru  a dále sem bylo přeřazeno mužsto FK Admira Praha z Divize C.

## Kluby podle přeborů
- Jihočeský (4): TJ Sokol Čížová, FK Jindřichův Hradec 1910, FC MAS Táborsko "B", FK Spartak Soběslav.
- Karlovarský (1): FK Viktoria Mariánské Lázně.
- Plzeňský (4): TJ Přeštice, SK Klatovy 1898, FK Tachov, SK Senco Doubravka.
- Středočeský (5): MFK Dobříš, TJ Tatran Sedlčany, SK Rakovník, FK Hořovicko, Český lev - Union Beroun.
- Praha (2): SK Aritma Praha, FK Admira Praha.

## Konečná tabulka soutěže
| Poř. | Tým                           | Z  | V  | VP | PP | P  | VG | OG | B  |
| ---- | ----------------------------- | -- | -- | -- | -- | -- | -- | -- | -- |
| 1.   | FK Admira Praha               | 30 | 23 | 2  | 3  | 2  | 75 | 23 | 76 |
| 2.   | TJ Sokol Čížová (S)           | 30 | 19 | 1  | 3  | 7  | 75 | 34 | 62 |
| 3.   | SK Rakovník                   | 30 | 14 | 4  | 4  | 8  | 55 | 38 | 54 |
| 4.   | TJ Přeštice                   | 30 | 15 | 2  | 4  | 9  | 54 | 39 | 53 |
| 5.   | SK Klatovy 1898               | 30 | 15 | 1  | 3  | 11 | 42 | 39 | 50 |
| 6.   | SK Senco Doubravka            | 30 | 12 | 4  | 3  | 11 | 47 | 47 | 47 |
| 7.   | FK Spartak Soběslav           | 30 | 14 | 1  | 2  | 13 | 68 | 50 | 46 |
| 8.   | SK Aritma Praha               | 30 | 12 | 4  | 2  | 12 | 40 | 34 | 46 |
| 9.   | TJ Tatran Sedlčany            | 30 | 10 | 6  | 2  | 12 | 61 | 67 | 44 |
| 10.  | Český lev - Union Beroun (N)  | 30 | 11 | 4  | 3  | 12 | 44 | 59 | 44 |
| 11.  | FK Tachov (N)                 | 30 | 9  | 5  | 3  | 13 | 48 | 45 | 40 |
| 12.  | FK Viktoria Mariánské Lázně   | 30 | 11 | 2  | 2  | 15 | 44 | 63 | 39 |
| 13.  | FK Hořovicko                  | 30 | 10 | 2  | 1  | 17 | 41 | 57 | 35 |
| 14.  | MFK Dobříš                    | 30 | 7  | 5  | 3  | 15 | 48 | 68 | 34 |
| 15.  | FK Jindřichův Hradec 1910 (N) | 30 | 9  | 1  | 1  | 19 | 43 | 82 | 30 |
| 16.  | FC MAS Táborsko "B" (N)       | 30 | 4  | 1  | 6  | 19 | 46 | 86 | 20 |

Poznámky:
- Z = Odehrané zápasy; V = Vítězství; R = Remízy; P = Prohry; VG = Vstřelené góly; OG = Obdržené góly; B = Body

|  | Postup do ČFL                           |
|  | Sestup do příslušného krajského přeboru |